# Schwabswiesen
Die Schwabswiesen sind ein vom Landratsamt Freudenstadt am 20. Juni 2011 durch Verordnung ausgewiesenes Landschaftsschutzgebiet auf dem Gebiet der Gemeinde Waldachtal im Landkreis Freudenstadt.

## Lage
Das Landschaftsschutzgebiet liegt nordöstlich des Ortsteils Tumlingen. Es gehört zum Naturraum Obere Gäue und liegt im Naturpark Schwarzwald Mitte/Nord.

## Landschaftscharakter
Es handelt sich um ein Wiesental, das sich nach Südwesten zum Ortsrand von Tumlingen hin öffnet und ansonsten von einem Waldbestand umgeben ist. Es wird vom Schwabswiesengraben entwässert.